# Pandan amarylkolistny
Pandan amarylkolistny, pochutnik amarylkolistny (Pandanus amaryllifolius) – gatunek roślin z rodziny pandanowatych (Pandanaceae). Występuje w Azji Południowo-Wschodniej, gdzie nazywany jest rampe (syngaleski), lá dứa wietnamski i pandan wangi (indonezyjski).

## Morfologia

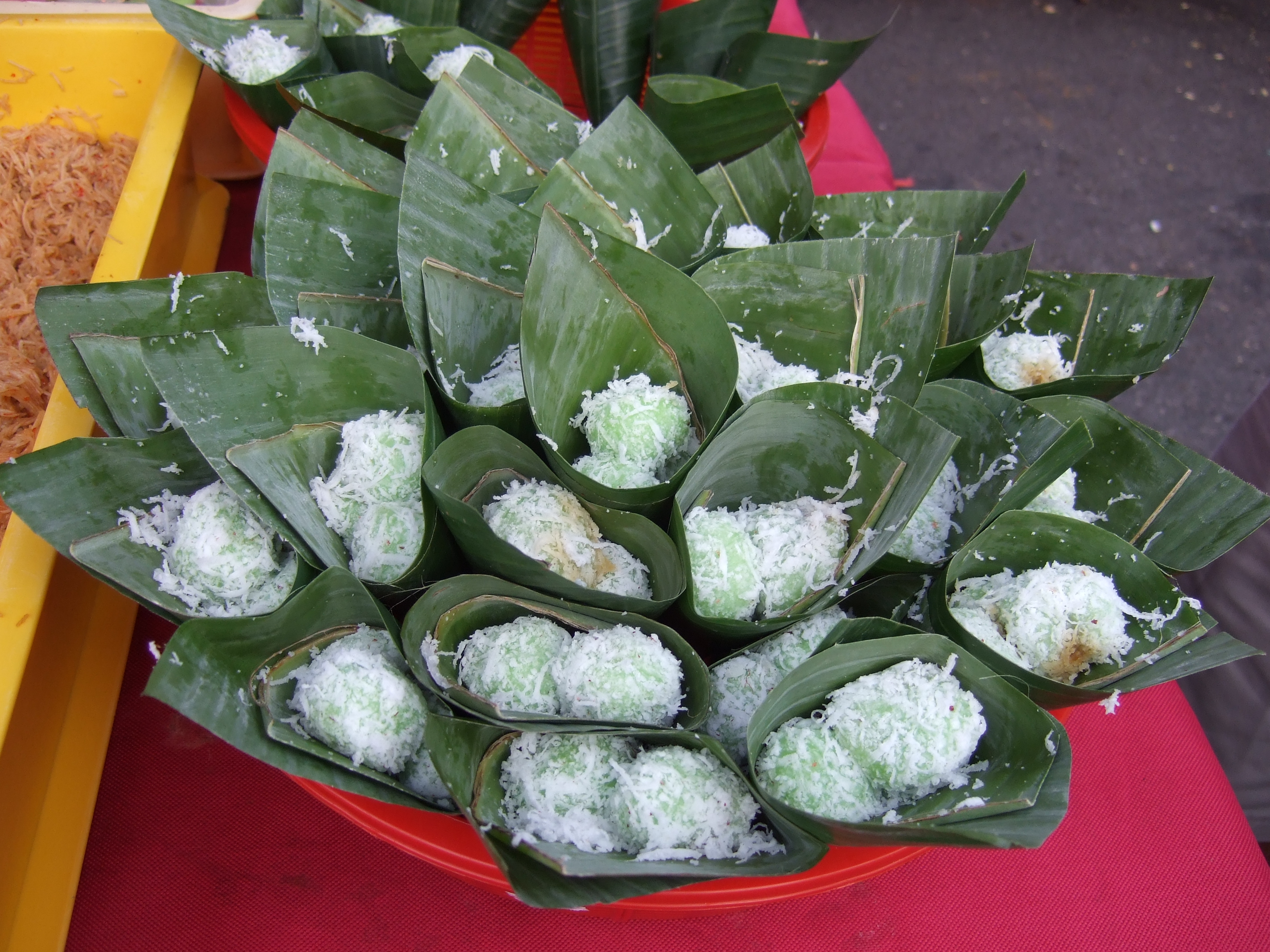
Onde-onde: deser z ryżu, kokosa i cukru palmowego w liściach pandanu

PokrójRozłożyste, krzew o zmiennym pokroju, osiągający wysokość do 5 m. Liczne szczudlaste korzenie przybyszowe.
LiścieOsadzone spiralnie na szczytach pędów. Blaszki liściowe taśmowate, ciemnozielone, długości do 1 m, brzegi pokryte drobnymi kolcami jedynie w części wierzchołkowej liścia. Liście skaleczone wydzielają silny, orzechowy zapach.
KwiatyZakwita niezmiernie rzadko. W uprawie rozmnażany wegetatywnie, z drobnych pędów bocznych.
OwoceNie zawiązuje owoców.

## Zastosowanie
- Aromatyczne liście powszechnie wykorzystywane są w kuchni indonezyjskiej oraz w kuchniach innych krajów Azji Południowo-Wschodniej jako przyprawa, szczególnie do potraw z ryżu i deserów[5].
- Liście wykorzystywane jako środek odstraszający karaluchy[5][6]
- Różne części rośliny mają zastosowanie lecznicze, jako okłady na rany, herbatki wzmacniające itp.
- Wykorzystywany do wyrobu mydeł i kosmetyków.